# Амири, Надим
Надим Амири (нем. Nadiem Amiri; род. 27 октября 1996[…], Людвигсхафен-ам-Райн, Рейнланд-Пфальц) — немецкий футболист, атакующий полузащитник клуба «Майнц 05» и сборной Германии.

## Клубная карьера
Родился в семье эмигрантов из Афганистана. Родители этнические таджики из Афганистана.
Начал заниматься футболом в детских командах клубов Людвигсхафен СК, «Кайзерслаутерн» и «Вальдхоф». В 2011 году он перешёл в футбольную академию клуба «Хоффенхайм». В 2014 году Надим помог юношеской команде выиграть юношескую Бундеслигу.
7 февраля 2015 года в матче против «Вольфсбурга» Амири дебютировал в Бундеслиге. 28 ноября в поединке против мёнхенгладбахской «Боруссии» он забил свой первый гол за «Хоффенхайм».
12 июня 2017 года Амири продлил контракт с «Хоффенхаймом» до 2020 года.
В сезоне 2019/20 Амири заключил пятилетний контракт с клубом «Байер 04» из Леверкузена.
29 января 2022 года он присоединился на правах аренды к «Дженоа». Итальянский клуб должен был выкупить на него права в конце аренды, если бы были выполнены определённые условия.
31 января 2024 года перешёл в «Майнц 05», подписав контракт до конца сезона 2025/26.

## Международная карьера
В 2015 году в составе юношеской сборной Германии Амири принял участие в молодёжном чемпионате Европы в Чехии. На турнире он сыграл в матче против Нидерландов, Испании и России.
Летом 2019 года Марко был приглашён в сборную для участия в Чемпионате Европы среди молодёжных команд, который состоялся в Италии. В полуфинале забил два мяча в ворота Румынии, а его команда победила 4:2 и вышла в финал. В решающем матче на 88-й минуте забил гол, но это не помогло обыграть Испанию и завоевать титул.

## Достижения
«Байер 04»
- Чемпион Германии: 2023/24